# Cunnersdorf (Glashütte)
Cunnersdorf is een plaats in de Duitse gemeente Glashütte (Saksen), deelstaat Saksen, en telt 510 inwoners (2006).